# Basilika Mariä Himmelfahrt (Gidle)

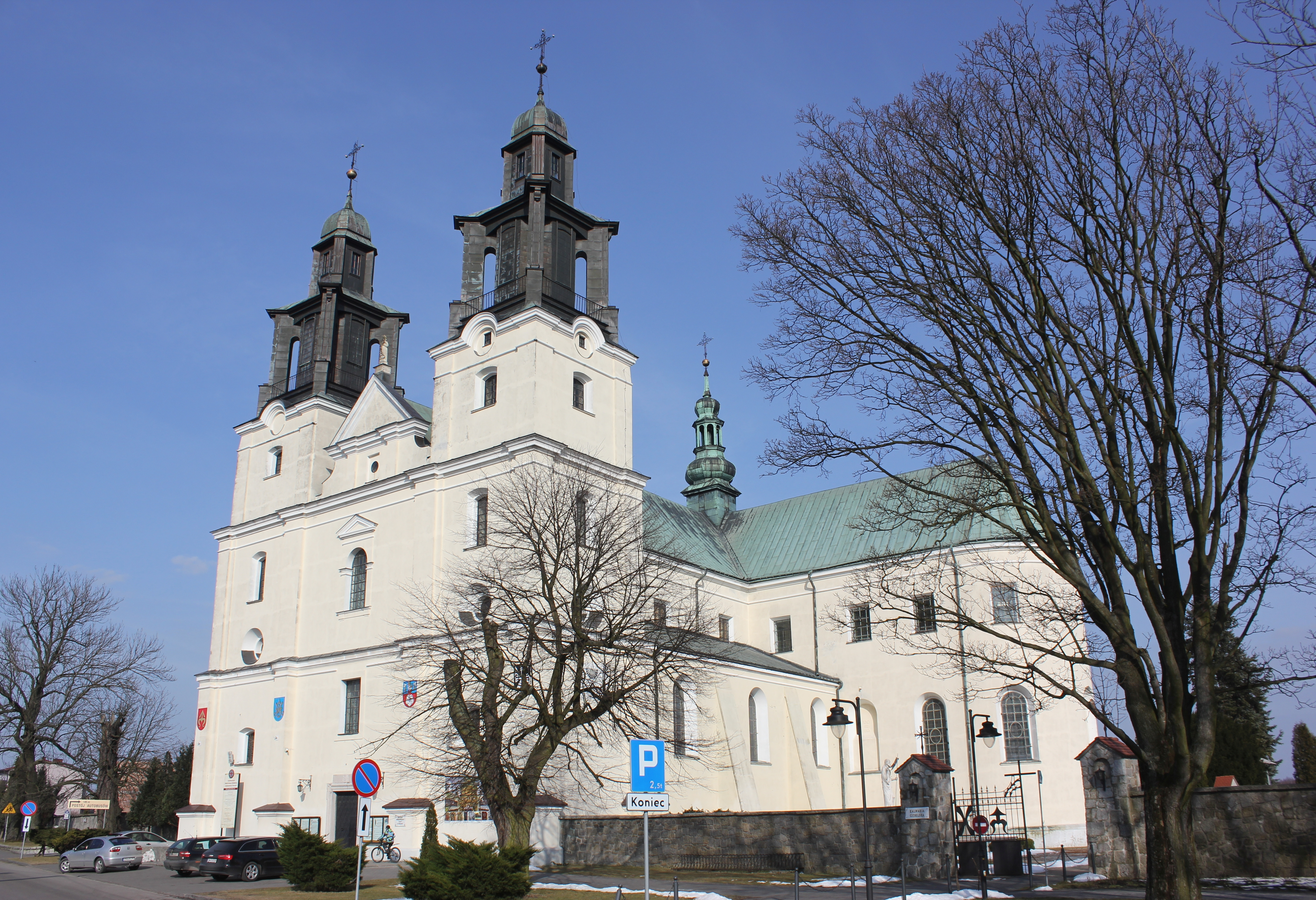
Basilika Mariä Himmelfahrt, Gidle

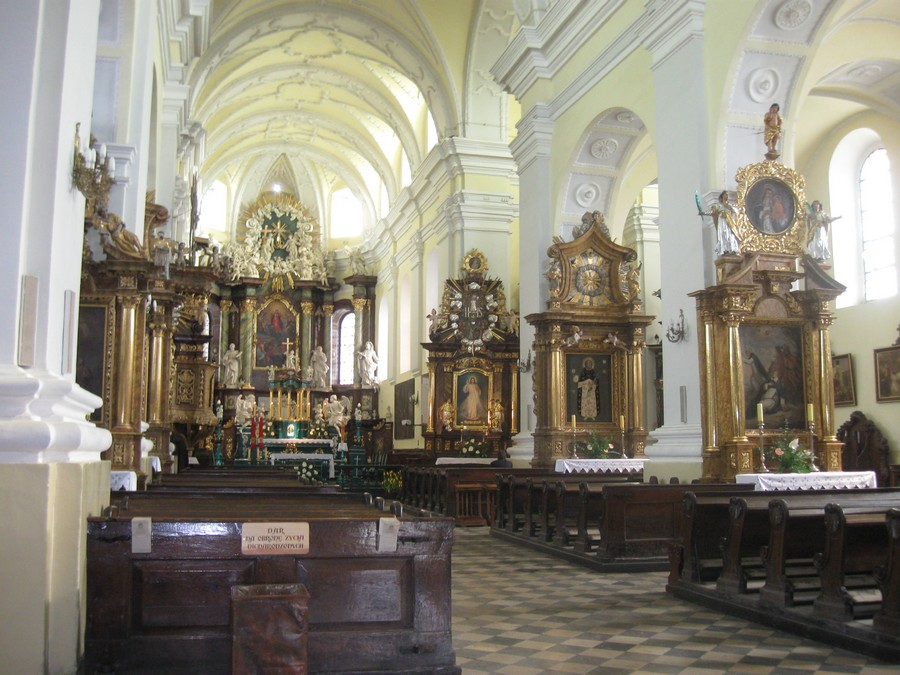
Innenraum

Die Basilika Mariä Himmelfahrt (polnisch Bazylika Wniebowzięcia NMP) ist eine römisch-katholische Kirche in Gidle in der Woiwodschaft Łódź, Polen. Die Wallfahrts- und Filialkirche des Erzbistums Częstochowa hat den Titel einer Basilica minor. Die Dominikanerkirche wurde Mitte des 17. Jahrhunderts im Frühbarock erbaut und ist denkmalgeschützt. Neben der Kirche befindet sich ein Museum, das Teile der Kirchenausstattung und Kunstwerke aus der Kirchengeschichte zeigt.

## Geschichte
Beim Pflügen wurde nach der Überlieferung 1506 eine neun Zentimeter große Marienstatuette gefunden. Da ihr eine Wundertätigkeit zugeschrieben wurde, wurde sie zuerst in der Pfarrkirche und dann in einer Kapelle am Fundort ausgestellt. Nach dem Baubeginn der heutigen Kirche 1612 unter der Leitung des Architekten Jan Buszt wurden 1615 die Dominikaner zur Betreuung der Wallfahrtsstätte geholt. 1656 konnte die Kirche geweiht werden. Verschiedene polnische Könige wie Władysław IV. Wasa, Johann II. Kasimir und Michał Korybut Wiśniowiecki pilgerten hierher. Die Kirchenausstattung erfolgte bis zum Ende des 18. Jahrhunderts. Es entwickelte sich ein bis heute fortlebendes Musikleben im Kloster.
Das Dominikanerkloster war zur Zeit der polnischen Teilung das einzig verbliebene unter russischer Herrschaft, durfte aber keine Novizen mehr aufnehmen. Nach der Wiederherstellung Polens erfolgte in den 1920er Jahren eine Marienkrönung. 1998 erhielt die Kirche durch Papst Johannes Paul II. den Titel einer Basilica minor.

## Architektur
Hinter einer Doppelturmfassade öffnet sich eine dreischiffige Basilika auf dem Grundriss eins lateinischen Kreuzes. Sie ist mit Tonnengewölben mit Lünettenfenstern bedeckt.

## Ausstattung

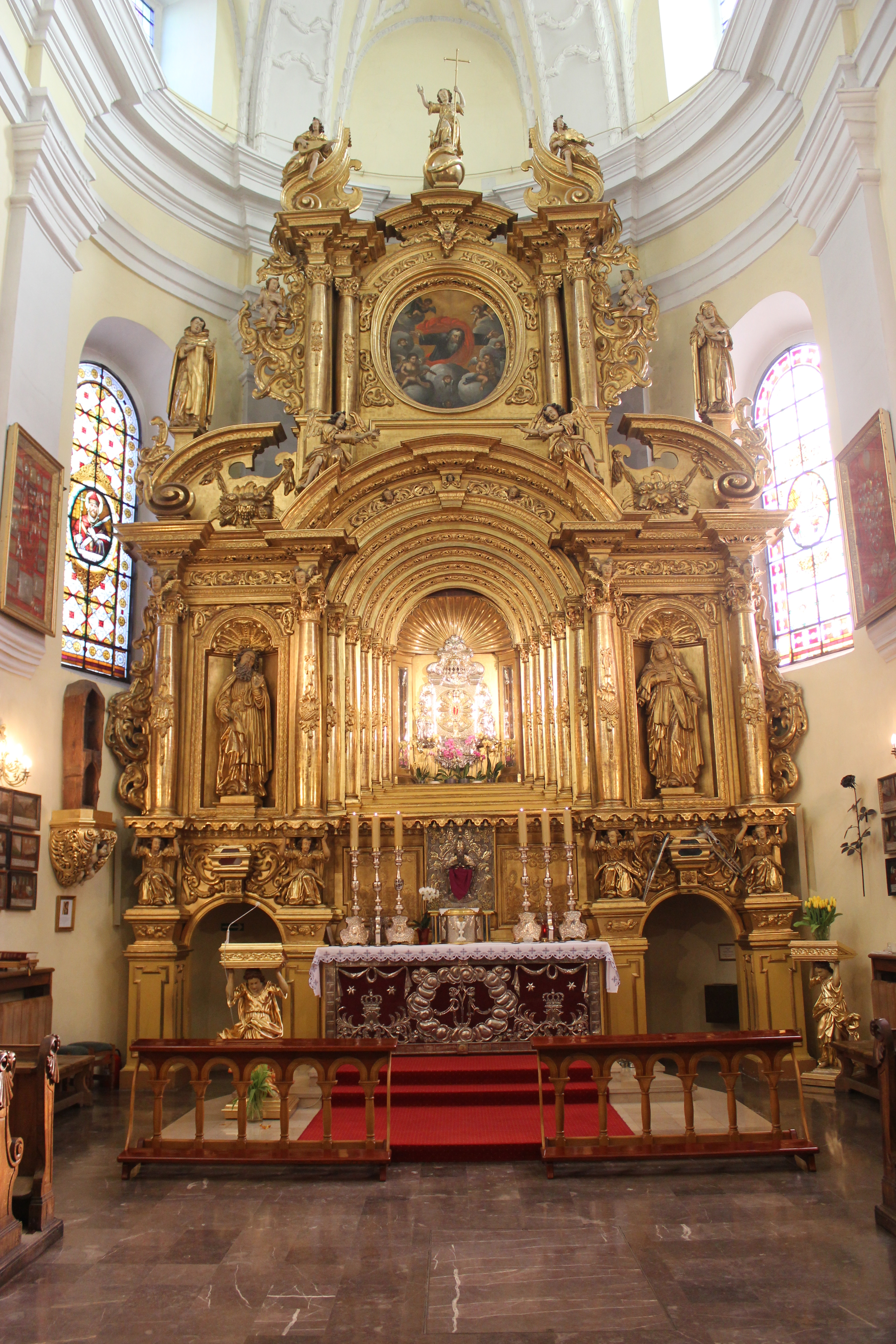
Altar

Der Hauptaltar wurde Ende des 18. Jahrhunderts vom Krakauer Künstler Michał Stachowicz gestaltet. Hinter dem Altar befand sich ein Chor für das Gebet der Mönche. Er ist mit Gemälden von dominikanischen Heiligen geschmückt. Im rechten Querschiff steht hinter einem Rokokotor der Marienaltar mit der verehrten Statuette. Im linken Querschiff steht ein Altar zu Ehren des hl. Hyazinth von Polen, des ersten polnischen Dominikaners. Über dem Tor hierher befindet sich eine kleine Orgel. Die Hauptorgel ist über dem Eingangsbereich installiert. Am Eingang zum Altarraum befinden sich zwei Seitenaltäre, links der Rosenkranzaltar mit einem aus Ostpolen geretteten Bild, rechts der Altar Namen Jesu. Über dem Eingang zur Kirche befindet sich die Hauptorgel.
Das linke Kirchenschiff führt zu dem Kreuzigungsaltar, an dessen Spitze befindet sich das Bild Unserer Lieben Frau der Schmerzen. Seitenaltäre an den Säulen dienen der Verehrung der Heiligen Thomas von Aquin, Rochus, Sebastian und Rosalia. Das rechte Kirchenschiff ist mit dem Altar Unserer Lieben Frau der Schmerzen und an den Säulen durch die Altäre des hl. Dominikus und näher an der Tür, Petrus von Verona ausgestattet. Darüber hinaus ist die Kirche mit zahlreichen Gemälden geschmückt, vor allem mit Szenen aus dem Leben dominikanischer Heiliger. Besondere Aufmerksamkeit wird auf zwei große Gemälde gelenkt, die vor 1771 von Pater Alan Mach an den Rückwänden der Seitenschiffe gemalt wurden. Sie zeigen Prozessionen mit einer Figur und bringen Dominikaner nach Gidle.